# Saint-Mars-sur-la-Futaie
Saint-Mars-sur-la-Futaie är en kommun i departementet Mayenne i regionen Pays de la Loire i nordvästra Frankrike. Kommunen ligger i kantonen Landivy som tillhör arrondissementet Mayenne. År 2022 hade Saint-Mars-sur-la-Futaie 521 invånare.

## Befolkningsutveckling
Antalet invånare i kommunen Saint-Mars-sur-la-Futaie
| Referens: INSEE |